# Hohenkirchen (Mecklenburg)
Hohenkirchen település Németországban, Mecklenburg-Elő-Pomeránia tartományban. Lakosainak száma 1191 fő (2023. december 31.).

## Népesség
A település népességének változása:
| Lakosok száma | 1299 | 1264 | 1252 | 1222 | 1191 |
|               | 2017 | 2019 | 2021 | 2022 | 2023 |